# Karl Uerpmann
Karl Friedrich Wilhelm Uerpmann (* 29. Mai 1888 in Siegen; † 18. Juli 1984 in Nidda) war ein deutscher Rechtsanwalt, Notar und Landrat des Oberlahnkreises (April bis November 1933), des Kreises Limburg (1934 bis 1945) und des Unterlahnkreises (1944 bis 1945).

## Leben
Karl Uerpmann war ein Sohn von Wilhelm Uerpmann und dessen Ehefrau Lina, geb. Fölzer. Nach dem Besuch eines Realgymnasiums in Siegen absolvierte er ein Studium der Rechtswissenschaften an der Universität Grenoble, der Kaiser-Wilhelm-Universität Straßburg, der Universität Jena, der Friedrich-Wilhelms-Universität Berlin und der Rheinischen Friedrich-Wilhelms-Universität Bonn. Im Jahr 1911 legte er das erste Staatsexamen ab und trat in den Vorbereitungsdienst ein. Nach dem abgeleisteten Militärdienst studierte er Sprachen am Seminar für Orientalische Sprachen (SOS) an der Berliner Universität. Nach dem Ausscheiden aus dem Justizdienst im November 1913 wurde er 1914 mit seiner Dissertation Verleihung und Entziehung des Bergwerkseigentums nach Preußischem Bergrecht an der Universität Greifswald zum Dr. jur. promoviert. Nach einem halbjährigen Volontariat bei einem Eisenwerk in Duisburg-Hochfeld nahm er von 1914 bis 1918 als Offizier am Ersten Weltkrieg teil, zuletzt im Rang eines Oberleutnants der Reserve. Im Jahr 1920 wurde er Geschäftsführer und Gesellschafter einer Eisengroßhandlung und Blechwarenfabrik in Siegen und im Oktober 1921 kehrte er als Referendar in den Justizdienst zurück. 1930 legte er das zweite Staatsexamen ab, worauf er sich als Rechtsanwalt in Frankfurt am Main niederließ.
Von April bis November 1933 wurde er vertretungsweise mit der Verwaltung des Landratsamts des Oberlahnkreises in Weilburg betraut. Im Januar 1935 wurde er Verwalter des Landratsamts im Kreis Limburg in Limburg an der Lahn, dem im Juni 1935 die Ernennung zum kommissarischen und im September 1935 die definitive Ernennung zum Landrat dort folgte. Von 1943 bis 1944 übernahm er noch zusätzlich als Landrat die Leitung des neu gebildeten Unterlahnkreises.
Gegen Ende der 1930er Jahre verhielt sich Uerpmann zunehmend ablehnend gegenüber der NS-Diktatur, „wofür dessen unmenschliche Rassenpolitik ausschlaggebend war“. Im Juli 1944 wurde er durch die Gestapo verhaftet und erst in Frankfurt am Main und später im Landgerichtsgefängnis Meseritz inhaftiert. Nachdem gegen ihn Anklage wegen Wehrkraftzersetzung und Feindbegünstigung erhoben worden war, verlegte man ihn im Oktober 1944 nach Berlin-Moabit, enthob ihn vorläufig seiner Ämter und schloss ihn aus der NSDAP und der SS aus. Im Anschluss wurde er zwecks Begutachtung seines Geisteszustands in die Heil- und Pflegeanstalt Obrawalde eingewiesen, im Januar 1945 aufgrund der näherrückenden Front von dort nach Berlin-Plötzensee verlegt, wo er am 22. April 1945 entlassen wurde. Nach der Rückkehr nach Limburg wurde er durch die US-amerikanische Besatzsmacht verhaftet und bis August 1946 in Internierungshaft genommen.
Nach der Entlassung war er auf kommunalpolitischer Ebene als Geschäftsführer für die LDP tätig, bevor er 1948 im Rahmen eines Entnazifizierungsverfahrens rehabilitiert wurde und sich erneut um das Amt als Landrat des Landkreises Limburg bewarb, was jedoch ohne Erfolg blieb.

## Mitgliedschaften
- 1929: Mitglied der NSDAP[1]
- 1932: Mitglied der allgemeinen SS (SS-Nummer 49.713)
- 1933: Mitglied des Nassauischen Kommunallandtags des Regierungsbezirks Wiesbaden bzw. des Provinziallandtags der Provinz Hessen-Nassau für den Stadtkreis Frankfurt am Main
- Mitglied der Hauptversammlung der Nassauischen Landesversicherungsbank (NSDAP)

## Familie
Karl Uerpmann heiratete am 20. Dezember 1924 Annemarie geb. Blaurock (* 9. Oktober 1898 in Unterbreizbach).